# Libnotes ferruginata
Libnotes ferruginata är en tvåvingeart som beskrevs av Edwards 1926. Libnotes ferruginata ingår i släktet Libnotes och familjen småharkrankar. Inga underarter finns listade i Catalogue of Life.